# Rajd na atol Wake
Rajd na atol Wake – przeprowadzony 24 lutego 1942 roku rajd powietrzno-morski zespołu uderzeniowego wiceadmirała Williama Halseya na zajęte 7 grudnia 1941 roku przez Japonię wyspy atolu Wake w Mikronezji.
Trzy tygodnie po rajdzie na Wyspy Marshalla i Gilberta, amerykański zespół TF16 składający się z lotniskowca USS „Enterprise” (CV-6), dwóch ciężkich krążowników USS „Salt Lake City” (CA-25) i „Northampton” (CA-26) oraz siedmiu niszczycieli, przeprowadził naloty lotnicze i bombardowanie artyleryjskie na instalacje japońskich wojsk na wyspach atolu, niszcząc przystań wodnosamolotów Kawanishi H6K, radiową stację nadawczo-odbiorczą i zbiorniki paliw oraz instalacje lokalnego lotniska. Celem przeprowadzanego w trakcie nalotów lotniczych ostrzału artyleryjskiego z amerykańskich krążowników były także japońskie stanowiska obrony przeciwlotniczej. Po zakończeniu nalotów, gdy bombowce nurkujące Douglas SBD Dauntless eskadr VS-6 i VB-6 wracały na pokład „Enterprise”, sześć startujących z krążowników wodnosamolotów Curtiss SOC Seagull zbombardowało budynki na północno-zachodnim brzegu wyspy Wake.
Czynnikiem sprzyjającym amerykańskiemu rajdowi była zła pogoda przed i w trakcie ataku, która utrudniła Japończykom wczesne rozpoznanie, nie wykluczyła go jednak całkowicie, co umożliwiło japońskiemu lotnictwu przeprowadzenie ataków lotniczych na krążowniki i dwa niszczyciele wysunięte przed resztę zespołu adm. Halseya w celu ostrzału artyleryjskiego. Zła pogoda spowodowała, że jeden z SBD Dauntless eskadry VS-6 nie zdołał prawidłowo wystartować z pokładu i wpadł do oceanu. Opóźnił się też o 30 minut start grupy lotniczej w składzie sześciu myśliwskich Grumman F4F Wildcat (VF-6), 36 SBD Dauntless (VB-6, VS-6) i dziewięciu uzbrojonych w bomby torpedowych samolotów Douglas TBD Devastator (VT-6).

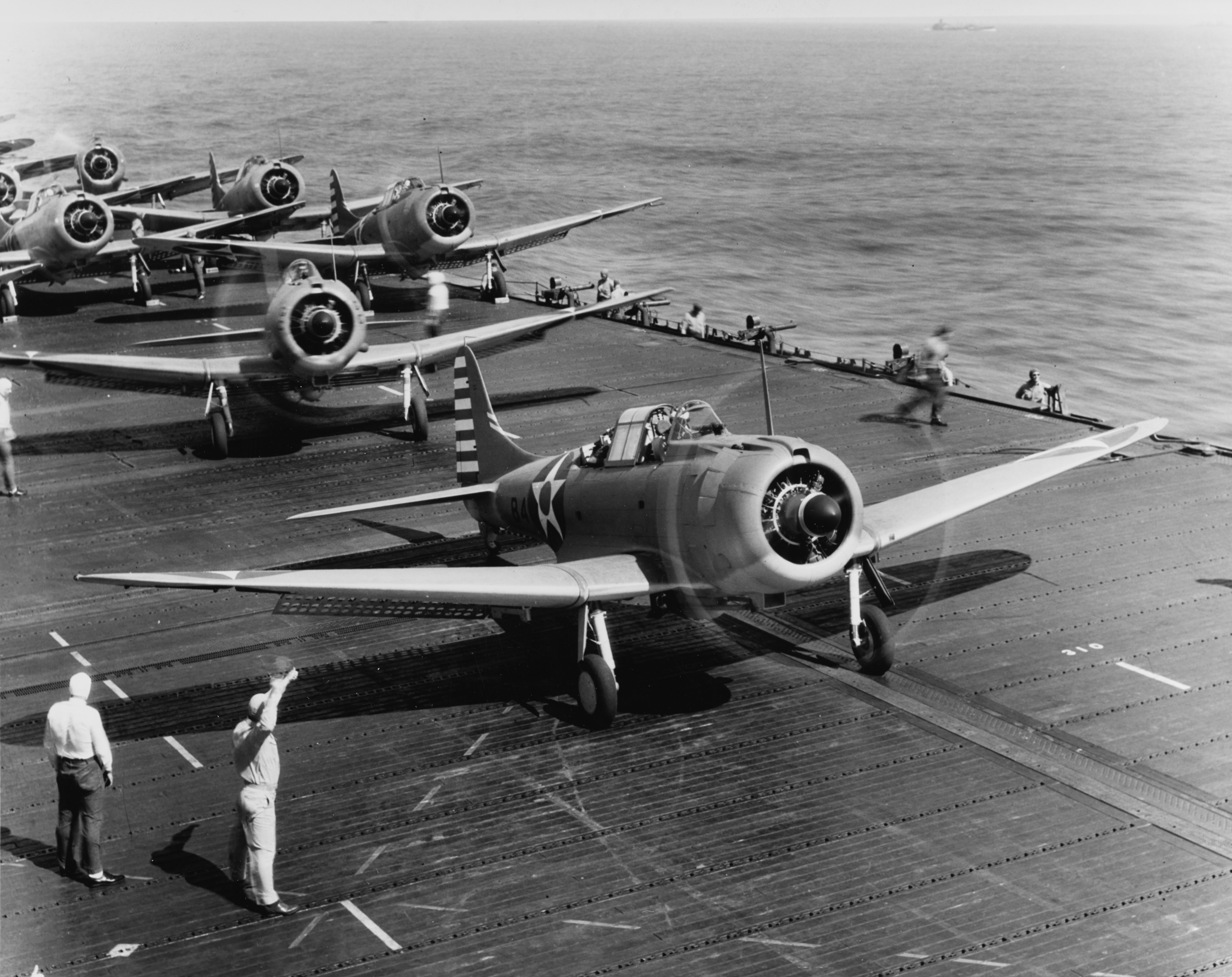
Douglas SBD Dauntless z VB-6 tuż przed startem na Wake 24 lutego 1942 roku rano

Opóźnienie startu grupy lotniczej spowodowało, że japońskie samoloty rozpoznawcze wykryły zbliżający się do atolu zespół dwóch krążowników i niszczycieli USS „Maury” oraz „Balch”, które zostały w zaatakowane przez samoloty Nakajima E8N. Japoński atak bombowy okazał się jednak nieskuteczny, zaś wobec zbliżającej się amerykańskiej pokładowej formacji uderzeniowej, Japończycy zmuszeni byli ratować się ucieczką. Według przyjętego wcześniej planu operacyjnego, celem uzyskania jak największego zaskoczenia, „Enterprise Air Group” miała zaatakować w momencie wschodu słońca nad atolem, skutkiem opóźnienia jednak, atak został przeprowadzony już w świetle dnia. Mimo to, amerykańskie samoloty nie napotkały oporu ze strony japońskich myśliwców, toteż piloci dowodzonej przez Lt. Cmdr. Wade’a McClusky’ego eskadry myśliwskiej VF-6 obserwowali jedynie przebieg ataku bombowców nurkujących i horyzontalnych. Wildcatom udało się jednak zestrzelić ciężki czterosilnikowy samolot rozpoznawczy Kawanishi H8K oraz jeden samolot patrolowy. Tymczasem gdy samoloty CV-6 wracały na swój okręt, zespół krążowników został ponownie bezskutecznie zaatakowany przez startujące z Roi na wyspach Marshalla japońskie samoloty, dwusilnikowe średnie bombowce Mitsubishi G3M.
Amerykański atak nie miał wielkiego znaczenia militarnego, był jednak elementem przyjętego przez szefa operacji morskich admirała Ernesta Kinga i dowódcę Floty Pacyfiku admirała Chestera Nimitza planu ustawicznego nękania japońskich wojsk za pomocą izolowanych rajdów lotniczych. W wyniku ataku, Japończycy stracili na ziemi kilkaset tysięcy litrów benzyny, cztery wodnosamoloty patrolowe, dwa ciężkie czterosilnikowe samoloty rozpoznawcze i nieznaną liczbę personelu naziemnego. Na kilka miesięcy zniwelowało to użyteczność wojskową atolu.
Rajd został przeprowadzony przy stosunkowo niewielkich stratach amerykańskich, w postaci utraty jednego zestrzelonego przez artylerię przeciwlotniczą SBD Dauntless, którego załoga została zmuszona do przymusowego wodowania w pobliżu brzegu. Amerykańscy piloci zostali podjęci z wody przez Japończyków, po czym zginęli podczas transportu do Japonii na pokładzie japońskiego statku storpedowanego przez amerykański okręt podwodny. Zginął też strzelec pokładowy SBD, któremu przy złych warunkach atmosferycznych nie powiódł się start z okrętu, zaś jego pilot stracił w tym wypadku oko. Z braku paliwa, do wodowania zostały zmuszone również dwa samoloty myśliwskie F4F Wildcat, które nie otrzymały na czas sygnału z pokładowego radiowego systemu naprowadzania na własny lotniskowiec YE-ZB.
Po wycofaniu się TF16 spod Wake, adm. Halsey otrzymał od admirała Nimitza rozkaz ataku na oddaloną o około 1000 mil od Japonii wyspę Marcus, dokąd – z uwagi na niedostatek paliwa u niszczycieli – „Enterprise” udał się w eskorcie krążowników.